# Tia Brooks
Tia Ra'shone Brooks (ur. 2 sierpnia 1990 w Saginaw) – amerykańska lekkoatletka specjalizująca się w pchnięciu kulą.
Ósma zawodniczka mistrzostw świata w Moskwie (2013). Medalistka mistrzostw Stanów Zjednoczonych oraz mistrzostw NCAA.
Rekordy życiowe: stadion – 19,73 (5 czerwca 2016, Birmingham); hala – 19,22 (9 marca 2013, Fayetteville).

## Osiągnięcia
| Rok  | Impreza              | Miejsce | Lokata            | Wynik |
| ---- | -------------------- | ------- | ----------------- | ----- |
| 2012 | Igrzyska olimpijskie | Londyn  | el. – 19. miejsce | 17,72 |
| 2013 | Mistrzostwa świata   | Moskwa  | 8. miejsce        | 18,09 |
| 2015 | Mistrzostwa świata   | Pekin   | el. – 13. miejsce | 17,71 |